# Egbert van Hees
Egbert van Hees (Lichtenvoorde, 2 mei 1946 – Amsterdam 8  januari 2017) was een Nederlands regisseur.
Van Hees begon met een rechtenstudie. Die brak hij af om bij de televisie te gaan werken. Eerste baantje, het halen van een paar laarzen voor Ria Valk. De start van die loopbaan kreeg verder gestalte bij Toppop, als tijdelijk vervanger van een zieke Rien van Wijk, hij moest Neil Young begeleiden. Daarna begeleidde hij artiesten als Golden Earring en Shocking Blue. Hij zette zijn carrière voort bij Toppop, maar werkte tevens als freelancer bij de VARA. Van zijn hand kwamen specials omtrent de muziek van Boudewijn de Groot en Robert Long. Ook legde hij cabaret vast, zoals bijvoorbeeld van Ivo de Wijs (1975). Hij was voor 25 jaar verbonden aan de TV Show/TV Show op Reis van/met Ivo Niehe. Andere programma’s die hij begeleidde waren In de Vlaamsche pot, praatprogramma’s met Sonja Barend (Sonja's goed nieuws show), Sesamstraat en de shows van Willem Ruis. 
Internationaal kreeg hij bekendheid door de registratie van een concert van Lionel Richie (1987). Toen wilden ook andere artiesten als Tina Turner, Madonna en Prince (de met de International Monitor Award onderscheiden Lovesexy Live) en Pink Floyd in Venetië van zijn diensten gebruik maken. Hij wist zelfs tot de zeer gesloten Frank Zappa door te dringen (The yellow shark). In 2006 trok Van Hees zich terug uit de publiciteit. Zijn laatst bekende televisie-optreden vond plaats in Pauw (april 2016) als gesprekspartner over de dan net overleden Prince.
- Library of Congress Control Number: no2008179526
- MusicBrainz: 3abf0b03-6a4c-4fe0-a3ea-f8ff00c9191a
- Nederlandse Thesaurus van Auteursnamen: 070679584
- Virtual International Authority File: 19881072